# Liste de gentilés du Canada
Ceci est une liste des gentilés français faisant référence aux lieux du Canada.
- Canada (le) : Canadien, Canadiens, Canadienne, Canadiennes 
  - Francophones du Canada : Canadien(ne)s Français(es) ; adjectif correspondant à la locution : canadien(ne)s-français(es)
- Alberta (l’) : Albertain(e)s
  - Francophones de l'Alberta : Franco-Albertain(e)s
  - Beaumont : Beaumontois(es)
  - Calgary : Calgarien(ne)s
  - Edmonton : Edmontonien(ne)s

- Colombie-Britannique (la) : Britanno-Colombien(ne)s
  - Francophones de la C.-B. : Franco-Colombien(ne)s
  - Vancouver : Vancouvérois(es)
  - Victoria : Victorien(ne)s

- Île-du-Prince-Édouard (l’) : Prince-Édouardien(ne)s
  - Francophones de l'Île-du-Prince-Édouard : Franco-Prince-Édouardien(ne)s
  - Charlottetown :  Charlottetonnien(ne)s

- Manitoba (le) : Manitobain(e)s
  - Francophones du Manitoba : Franco-Manitobain(e)s
  - Winnipeg : Winnipégois(es)

- Nouveau-Brunswick (le) : Néo-Brunswickois(es)
  - Acadie : Acadien(ne)s ; glottonyme : français acadien
    - Bathurst : Bathurstien(ne)s
    - Belledune : Belledunien(ne)s
    - Bouctouche : Bouctouchois(es)
    - Dieppe : Dieppois(es)
    - Edmundston : Edmundstonien(ne)s
    - Fredericton : Frédérictonnais(es)
    - Miramichi : Miramichois(es)
    - Moncton : Monctonien(ne)s
    - St-Jean : Saint-Jeanois(e)s

- Nouvelle-Écosse (la) : Néo-Écossais(es)
  - Halifax : Haligonien(ne)s

- Nunavut (le) : Nunavummiuqs ou Nunavummiut (invariant au féminin); sg. Nunavummiuq
  - Francophones du Nunavut : Nunavoi(se)s
  - Iqaluit : Iqaluitois(es), Iqalummiuq(s) ou Iqalummiut (invariant au féminin)

- Ontario (l’) : Ontarien(ne)s
  - Francophones de l'Ontario : Franco-Ontarien(ne)s ou Ontarois(es)
  - Brampton : Bramptonien(ne)s
  - Hamilton : Hamiltonien(ne)s
  - Kingston : Kingstonien(ne)s
  - London : Londonien(ne)s
  - Mississauga :  Mississaugain(e)s
  - Ottawa : Ottavien(ne)s, Outaouais(e)s
  - Sudbury : Sudburois(e)s
  - Toronto : Torontois(e)s

- Québec (le) : Québécois(es)
  - Abitibi : Abitibien(ne)s
  - Abitibi-Témiscamingue : Témiscabitibien(ne)s
  - Acton Vale : Valois(es)
  - Alma : Almatois(es)
  - Basse-Côte-Nord : Bas-Côtiers, Bas-Côtières
  - Beauce : Beauceron(ne)s
  - Bellechasse : Bellechassois(es)
  - Belmont : Belmontois(es)
  - Bois-Francs : Sylvifranc(he)s
  - Brossard: Brossardois(es)
  - Cantons-de-l’Est : Cantonniers, Cantonnières
  - Centre-du-Québec : Centricois(es)
  - Charlevoix : Charlevoisien(ne)s
  - Châteauguay : Châteauguois(es)
  - Côte-du-Sud : Sudcôtois(es)
  - Côte-Nord : Nord-Côtiers, Nord-Côtières
  - Drummondville : Drummondvillois(es)
  - Estrie : Estrien(ne)s
  - Farnham : Farnhamien(ne)s
  - Les Etchemins : Etcheminois(es)
  - Fond-à-patoche : Patochin(e)s
  - Gaspé, Gaspésie : Gaspésien(ne)s
  - Gatineau : Gatinois(es)
    - Hull : Hullois(es)

  - Granby : Granbyen(ne)s
  - Îles de la Madeleine : Madelinot(-)s, Madelinien(ne)s
  - Île-Perrot : Perrotois(es)
  - Innucadie : Innucadien(ne)s
  - Jamésie : Jamésien(ne)s
  - Joliette : Joliettain(e)s
  - Kamouraska : Kamouraskois(es)
  - Labrador : Labradorien(ne)s
  - Lac-Saint-Jean : Jeannois(es)
  - Lanaudière : Lanaudois(es)
  - Laurentides : Laurentien(ne)s
  - Laval : Lavallois(es)
  - Lévis : Lévisien(ne)s
  - Longueuil : Longueuillois(es)
  - L’Or-Blanc : Orblanois(es)
  - Lotbinière : Lotbiniérien(ne)s
  - Manicouagan : Manicois(es)
  - Mascouche : Mascouchois(es)
  - Matapédia : Matapédien(ne)s
  - Matawinie : Mattawinien(ne)s
  - Mauricie : Mauricien(ne)s
  - Métis : Métissien(ne)s
  - Minganie : Minganien(ne)s
  - Mirabel : Mirabellois(se)
  - Mistassini : Mistassin(e)s
  - Mitis : Mitissien(ne)s
  - Montérégie : Montérégien(ne)s
  - Mont-Joli : Mont-Jolien(ne)s
  - Montmorency : Montmorencéen(ne)s
  - Montréal : Montréalais(es) ou Royalmontais(es) (rare)
  - Moulins : Moulinois(es)
  - Natashquan : Macacain(es)
  - Notre-Dame-des-Prairies : Prairiquois(es)
  - Nunavik : Nunavimiuq(s) ou Nunavimiut (invariant au féminin)
  - Outaouais : Outaouais(es)
  - Ovalta : Ovaltain(e)s
  - Pontiac : Pontissois(es)
  - Portneuf : Portneuvien(ne)s
  - Québec : Québécois(es)
  - Radissonie : Radissonien(ne)s
  - Repentigny : Repentignois(es)
  - Rimouski : Rimouskois(es)
  - Rive-Nord de Montréal : Nordriverain(e)s
  - Rive-Sud de Montréal : Rive-Sudois(es)
  - Rivière-du-Loup : Loupérivois(es)
  - Rouyn-Noranda : Rouynorandien(ne)s
  - Sagamie : Sagamien(ne)s
  - Saguenay : Saguenéen(ne)s ou Saguenayen(ne)s
  - Saguenay–Lac-Saint-Jean : Saguenay-Jeannois(es) (les Saguenay-Jeannois sont aussi surnommés Bleuets, d'après le nom du Bleuet à feuilles étroites, abondant dans la région)
  - Saint-Basile-le-Grand : Grandbasilois(es)
  - Saint-Bruno-de-Montarville : Montarvillois(es)
  - Saint-Charles-Borromée : Charlois(es)
  - Saint-Éphrem d'Upton (Upton): Uptonais(es)
  - Saint-Hyacinthe : Maskoutain(e)s
  - Saint-Jean-sur-Richelieu : Johannais(es)
  - Sainte-Apolline-de-Patton: Apollinois(es)
  - Sainte-Germaine-Boulé : Germainien(ne)s
  - Saint-Joachim-de-Shefford : Joachimien(ne)s
  - Saint-Paul : Paulois(es)
  - Sainte-Julie : Julievillois(es)
  - Salaberry-de-Valleyfield : Campivalensien(ne)s
  - Sherbrooke : Sherbrookois(es)
  - Suroît : Suroîsien(ne)s
  - Témiscamingue : Témiscamien(ne)s
  - Témiscouata : Témiscouatain(e)s
  - Trois-Rivières : Trifluvien(ne)s
  - Ungava : Ungavien(ne)s
  - Vaudreuil-Dorion: Vaudreuilois(es)-Dorionais(es)

- Saskatchewan (la) : Saskatchewanais(es) ou Saskatchewannais(es)
  - Francophones de la Saskatchewan : Fransaskois(es)
  - Regina : Réginois(es) ou Réginien(ne)s
  - Saskatoon : Saskatonien(ne)s ou Saskatoonois(es)

- Territoires du Nord-Ouest (les) : Ténois(es)
  - Francophones des T.N.-O. : Franco-Ténois(es)
  - Yellowknife : Yellowknifien(ne)s

- Terre-Neuve-et-Labrador : Terre-Neuvien(ne)s ou Terreneuvien(ne)s (rare), Labradorien(ne)s, Ténelien(ne)s
  - Francophones de Terre-Neuve : Franco-Terre-Neuvien(ne)s
  - Francophones du Labrador : Franco-Labradorien(ne)s
  - Saint-Jean de Terre-Neuve : Saint-Jeannois(e)s

- Territoire du Yukon (le) : Yukonnais(es) ou Yukonais(es) (rare)
  - Francophones du Yukon : Franco-Yukonnais(es)
  - Whitehorse : Whitehorsien(ne)s